# Nanhua-Tempel

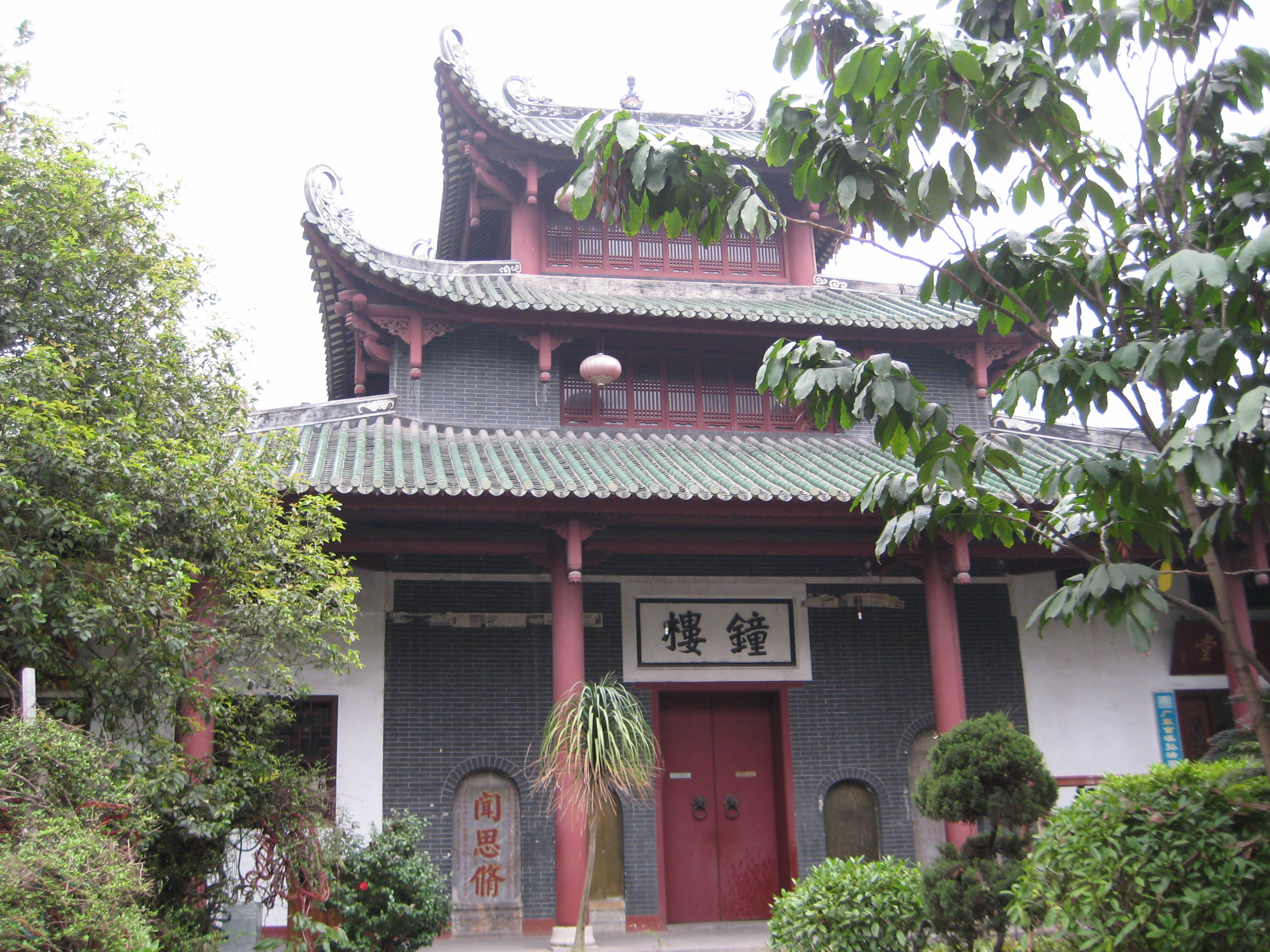
Nanhua-Tempel.

Der Nanhua-Tempel bzw. das Nanhua-Kloster (chinesisch 南华寺, Pinyin Nánhuá sì) ist ein wichtiger buddhistischer Tempel im Gebiet der bezirksfreien Stadt Shaoguan im Norden der südchinesischen Provinz Guangdong, China. 
Das Kloster wurde vor über 1500 Jahren gegründet. Huineng, der 6. Patriarch des Zen-Buddhismus, führte es seit dem Jahr 667.
Es ist ein Nationaler Schwerpunkttempel des Buddhismus in han-chinesischen Gebieten.
Er steht seit 2001 auf der Liste der Denkmäler der Volksrepublik China (5-370).